# 许昌灞陵桥景区
许昌灞陵桥景区，是一处国家AAA级景区，位于河南省许昌市许继大道西段七号，由灞陵桥、许昌关帝庙及附属的古典园林建筑组成，占地162亩。
灞陵桥，又名八里桥，相传为三国名将关羽辞曹挑袍处。原桥为三孔青石桥，长90米，高于水面3米余，桥面宽能并行两车，桥旁有《汉关帝挑袍处》石碑，为明末将领左良玉所立，原桥已因修水利而拆毁。

## 参看
- 许昌关帝庙